# Jobst Langhans

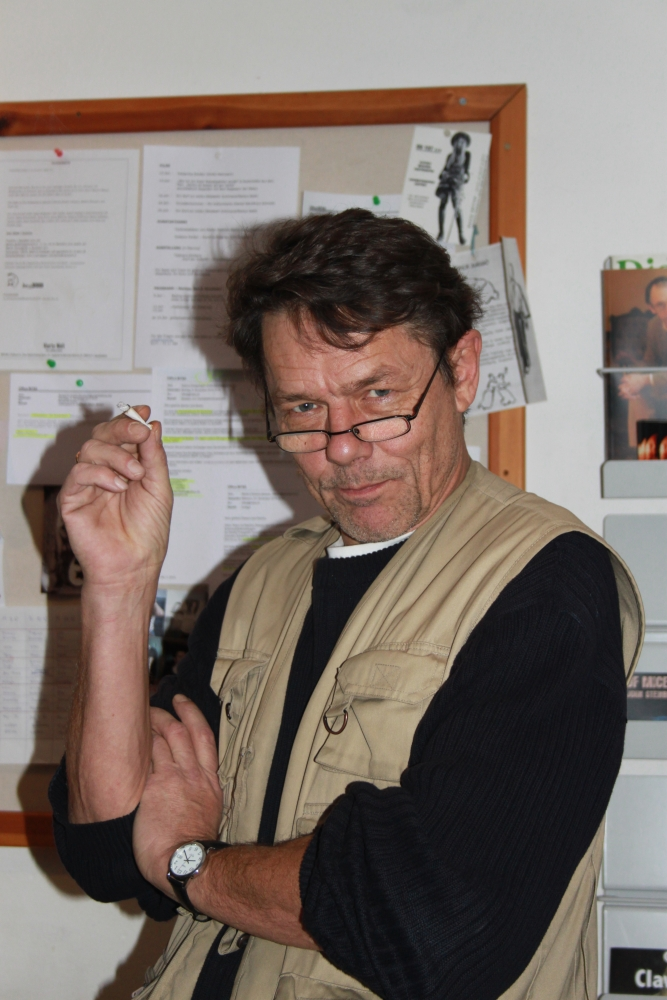
Jobst Langhans (2010)

Jobst Langhans (* 6. Januar 1955 in Stuttgart) ist ein deutscher Regisseur, Schauspieler und Schauspieltrainer. Seit 1984 ist er Leiter des Michael Tschechow Studios Berlin.

## Leben
Jobst Langhans wuchs in Stuttgart zusammen mit fünf Geschwistern auf. Seine Mutter war Malerin, sein Vater Diplomlandwirt. 1965 siedelte die Familie nach Dieburg über. Er besuchte das Konservatorium Darmstadt und studierte als Stipendiat Klavier und Orgel u. a. bei Hermann Unger. 1974 zog die Familie nach Berlin, wo er das Gymnasium Schulfarm Insel Scharfenberg besuchte.
Nach dem Abitur studierte er vier Semester Kirchenmusik und Philosophie, bevor er eine private Schauspielausbildung machte. Nach der Zwischenprüfung folgten die ersten Engagements als Schauspieler – zunächst an den Berliner Kammerspielen, dann an der Vaganten Bühne, wo er den Max in „Die Schmetterlingsschlacht“ von Hermann Sudermann spielte. Es folgten feste Engagements am Theater tri-bühne in Stuttgart und am Stadttheater Pforzheim.
Anschließend arbeitete Langhans als freischaffender Schauspieler, unter anderem in der deutschsprachigen Erstaufführung der „Elizaveta Bam“ von Daniil Charms bei den Berliner Festspielen 1983.
Zusammen mit jungen Kollegen gründete Langhans 1983 das Off-Theater „Theaterwerkstatt Berlin“. Langhans spielte bei der Eröffnungspremiere den „Er“ in „Rozznjogd“ von Peter Turrini. 1984 gründete er in leitender Funktion das theaterforum kreuzberg (tfk) und das Michael Tschechow Studio Berlin und organisierte zusammen mit Jörg Andrees 1992 die 1. Internationale Michael Tschechow Tagung (IMTT), 1995 den 4. International Michael Chekhov Workshop. 1995 legte er die Leitung des tfk nieder und gründete die Werkbühne Berlin.
Neben seiner Arbeit als Regisseur und Schauspieler unterrichtet Jobst Langhans an Schauspielschulen und Hochschulen.

## Arbeitsgebiet
Langhans’ lehrt die Methode von Michael Tschechow.
Zusammen mit Jörg Andrees veranstaltete Langhans 1992 und 1994 International Michael Tschechow Tagungen (IMTT) in Berlin.
Langhans ist Trainer bei der MICHA (Michael Chekhov Assoziation USA) und bei MCE (Michael Chekhov Europe).